# خوسه آکاسوسو
 خوسه آکاسوسو (انگلیسی: José Acasuso؛ زاده ۲۰ اکتبر ۱۹۸۲) یک تنیس‌باز اهل آرژانتین است.